# Rauf Denktaş

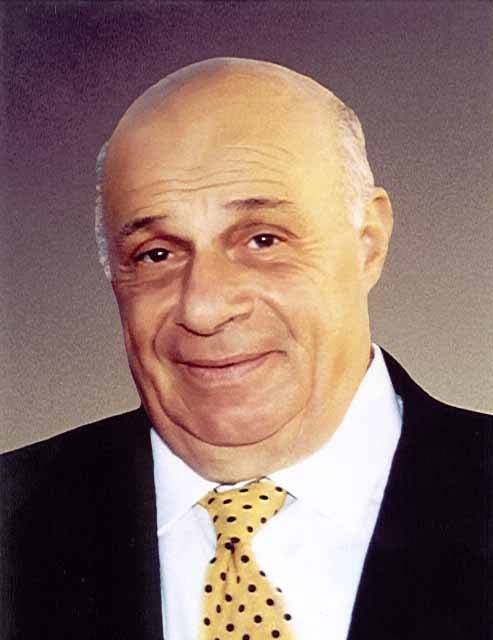
Rauf Denktaş

Rauf Raif Denktaş, griechisch Ραούφ Ραΐφ Ντενκτάς, in deutschsprachigen Medien meist Denktasch (in englischsprachigen Medien Denktash; * 27. Januar 1924 in Paphos, Zypern; † 13. Januar 2012 in Lefkoşa, Türkische Republik Nordzypern), war ein türkisch-zyprischer Politiker. Er war von 1973 bis 1974 Vizepräsident der Republik Zypern und von 1983 bis 2005 Präsident der Türkischen Republik Nordzypern.

## Leben
Denktaş wurde in London in Lincoln’s Inn zum  Barrister ausgebildet. Er gehörte seit den 1950er Jahren zur politischen Führung des türkischen Bevölkerungsteils Zyperns. Zwischen 1964 und 1968 wurde er von der griechisch dominierten politischen Führung der seit 1960 unabhängigen Republik Zypern am Betreten der Insel gehindert. Nach der De-facto-Teilung der Insel im Jahr 1974 rief er 1975 den Türkischen Föderativstaat von Zypern aus und war bis 1983 Präsident dieser Republik. 1983 erklärte er die Unabhängigkeit der Türkischen Republik Nordzypern und war von 1983 bis 2005 gewählter Präsident der Türkischen Republik Nordzypern, die bis heute keine internationale Anerkennung erhalten hat. Bei den Bemühungen um eine Wiedervereinigung der Insel, die im Vorfeld des EU-Beitritts der Republik Zypern verstärkt worden waren, galt Denktaş als Bremser, der auf einer weitgehenden Autonomie Nordzyperns beharrte. Er hatte seinen Verbleib im Amt vom Ausgang des Referendums über den UNO-Plan (Annan-Plan) am 24. April 2004 abhängig gemacht. Nachdem dieser Plan von der Bevölkerung Nordzyperns mit großer Mehrheit angenommen worden war, erklärte er, bei den Präsidentschaftswahlen im April 2005 nicht mehr zu kandidieren. Im Mai 2011 erlitt er einen Schlaganfall. Er wurde an der Klinik der Universität des Nahen Ostens nördlich von Nikosia behandelt, starb dann aber Mitte Januar 2012 mit 87 Jahren an Multiorganversagen.
Sein Sohn Serdar ist ebenfalls politisch aktiv.